# Aurelia Gruber Benco
Aurelia Gruber Benco (Trieste, 22 giugno 1905 – Duino, 15 settembre 1995) è stata una politica e giornalista italiana.

## Biografia
Figlia del giornalista Silvio Benco, scrittore e critico letterario, e della scrittrice Delia de Zuccoli, iniziò a fare politica da giovanissima a Trieste negli anni del Liceo, aderì clandestinamente al neo costituito Partito Comunista d'Italia venendo anche schedata come sovversiva. Studiò a Perugia e Bologna all'Istituto di Agraria, dove nel 1928 si laureò in Scienze agrarie, successivamente a Pisa si specializzerà in Bonifica. Nello stesso anno sposò Carlo Gruber, direttore del settore commercio estero dell'Azienda conserviera Arrigoni da cui ebbe due figlie, Anna e Marta.
Dal 1929 al 1936 lavorò alle dipendenze della Cattedra ambulante di Agricoltura di Trieste e di Venezia, poi nel 1937 si trasferì a Turriaco dove diresse due aziende per conto di proprietari triestini. Durante la Seconda guerra mondiale nel 1944 dette vita alla sezione locale del Partito socialista e lo rappresentò all'interno del Comitato di Liberazione Nazionale. Quando nel 1949, a pochi mesi di distanza, morirono Silvio e Delia Benco, ritornò a Trieste e visse nella residenza di famiglia a Opicina, poi nella casa di Duino. Nel 1952 fu eletta al Consiglio comunale di Trieste nelle file del Partito Socialista della Venezia Giulia, sarà rieletta nel 1956 con Unità Popolare.
Intanto nel 1951 aveva rifondato la rivista Umana (la prima Umana di Silvio Benco era uscita nel 1918) che diresse fino al 1973. Su tale rivista scrisse di politica e cultura, pubblicò reportage e racconti e ospitò le voci più autorevoli della cultura della scienza e dell'economia della città e del paese, facendola diventare un laboratorio di idee e una palestra di confronto. Umana le valse la qualifica di socio della Société Européenne de la Culture. Nel 1954 fu fra i fondatori del Teatro Stabile di prosa; dal 1958 al 1978 diresse la sezione Spettacolo del Circolo della Cultura e delle Arti; negli stessi anni sarà l'ispiratrice e la responsabile operativa degli incontri internazionali promossi dall'Università di Trieste e dal Principe di Torre Tasso.
Il 1975 segnò una sorta di svolta nel suo percorso ideologico: dopo la firma del Trattato di Osimo divenne l'anima della protesta contro la Zona Franca Industriale sul Carso (a cavallo tra il confine italiano e quello jugoslavo) prevista nelle clausole del trattato; temeva infatti che la realizzazione del parco industriale avrebbe causato la distruzione dell'ambiente carsico e che la massiccia immigrazione di manodopera proveniente dalla vicina Jugoslavia avrebbe messo in serio pericolo il quadro etnico della città di Trieste e la sua italianità. Il 13 aprile 1976, con un gruppo di altre nove persone (Gianni Giuricin, Pia Frausin, Letizia Svevo Fonda Savio, Ermenegildo de Rota, Marino Bolaffio, Michele Frankfurter, Vittorio Spinotti, Marino Tassinari), creò il Comitato dei Dieci che nel 1978 porterà alla nascita della Lista per Trieste. Nel 1978 venne eletta al Comune e al Consiglio regionale, rimanendovi in carica sino all'aprile del 1979. Alle elezioni politiche del 1979 ottenne un seggio alla Camera dei deputati, presso la quale fece parte del Gruppo misto e della Commissione trasporti dell'VIII legislatura. Nel 1983 uscì dalla Lista per Trieste in seguito a un suo controverso disegno di legge per la tutela della minoranza slovena, che intendeva attrarre alla causa della LpT i voti degli sloveni non comunisti e anti titoisti. Sconfessata dai vertici del partito, sempre più schierati su posizioni di destra, passò come indipendente nelle file del Partito Socialista Italiano. Alle elezioni europee del 1984 si candidò, senza essere eletta, con la Liga Veneta. Nel 1986 fu nominata presidente del Centro Unesco di Trieste.
Morì il 15 settembre 1995, all'età di 90 anni.